# تاکیس لمونیس
تاکیس لمونیس (یونانی: Τάκης Λεμονής؛ زادهٔ ۱۳ ژانویهٔ ۱۹۶۰) بازیکن فوتبال بازنشسته و سرمربی کنونی اهل یونان است.

## افتخارات

### بازیکن
المپیاکوس
سوپرلیگ‌ یونان: ۱۹۸۰ , ۱۹۸۱ , ۱۹۸۲ , ۱۹۸۷
جام حذفی یونان: ۱۹۸۱

### مربی
المپیاکوس
سوپرلیگ یونان: ۲۰۰۱ , ۲۰۰۲ , ۲۰۰۷ , ۲۰۱۷
سوپرجام یونان: ۲۰۰۷
اومانیا نیکوزیا
لیگ قبرس : ۲۰۱۰
سوپرجام قبرس: ۲۰۱۰